# Argyrotaenia ljungiana
Argyrotaenia ljungiana a veces denominada polilla de la vid es una polilla de la familia Tortricidae. Se encuentra en Europa, Asia Occidental y norte de África. 
Su tamaño es de 12 a 16 mm. La polilla vuela en dos generaciones de abril a agosto. 
Las larvas se alimentan de Ericaceae (como Vaccinium) y Myricaceae (Myrica gale)  pero también se las ha visto alimentándose de uvas y manzanas.

## Hábitat
Brezales y páramos son sus hábitats preferidos. Esta especie tiene una distribución común en gran parte de las islas británicas.

## Daño a cultivos de vid

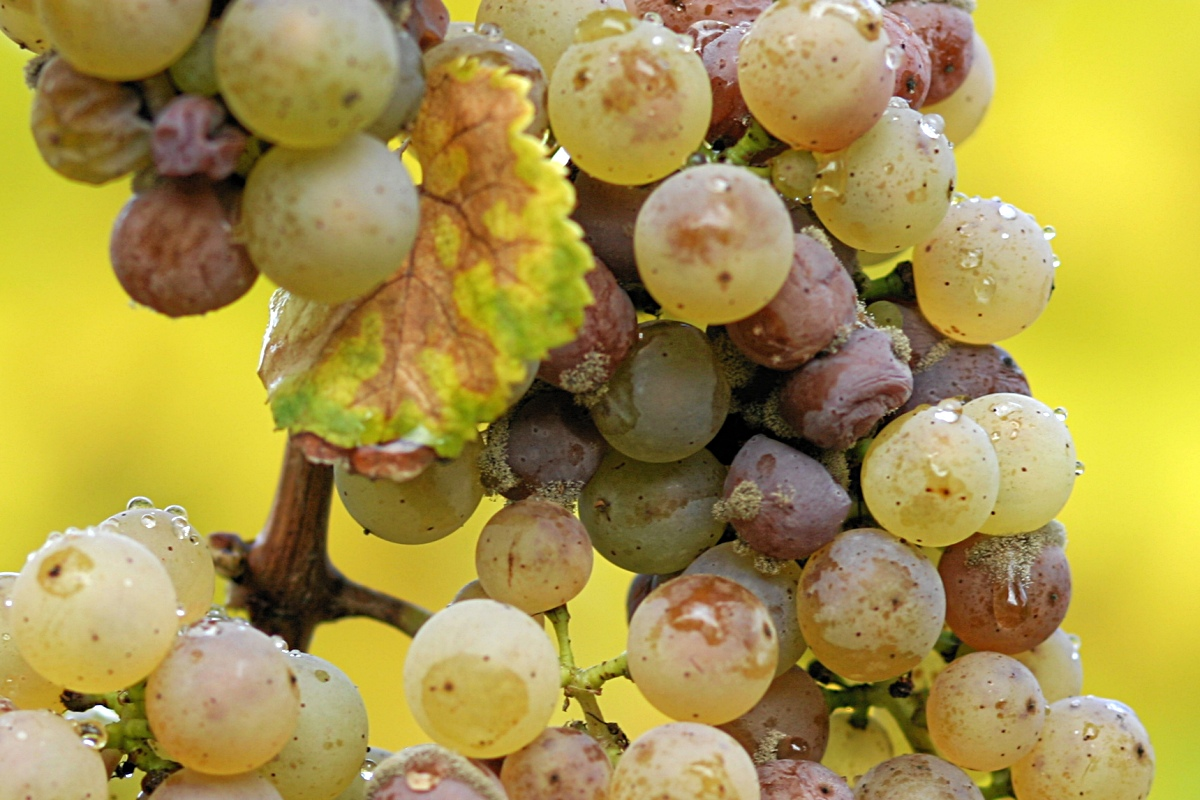
El desarrollo del hongo Botrytis cinerea puede ser favorecido por la presencia en la uva de larvas de Argyrotaenia ljungiana.

Las larvas jóvenes de la primera generación atacan especialmente la superficie de las hojas, aunque también partes de las flores. Las generaciones posteriores son sobre todo carpofagas, llegando a socavar los frutos jóvenes en formación, sobre todo a nivel del tallo. En el caso de las uvas de la vid (Vitis vinifera) se pueden observar daños en la zona del pedúnculo, aunque también sobre gran parte de la superficie de la uva, con el consecuente efecto negativo en cuanto a la calidad y cantidad de la producción. También es de destacar que, a diferencia de lo que se aprecia en el caso de otros parásitos de la vid tales como Lobesia botrana o Eupoecilia ambiguella, la superficie de la uva no es perforada, pero solo se afecta la superficie exterior; pero esto puede causar la aparición de infecciones peligrosas por hongos tales como Botrytis cinerea (moho gris) o la activación de procesos de fermentación.